# Nồi chiên không dầu

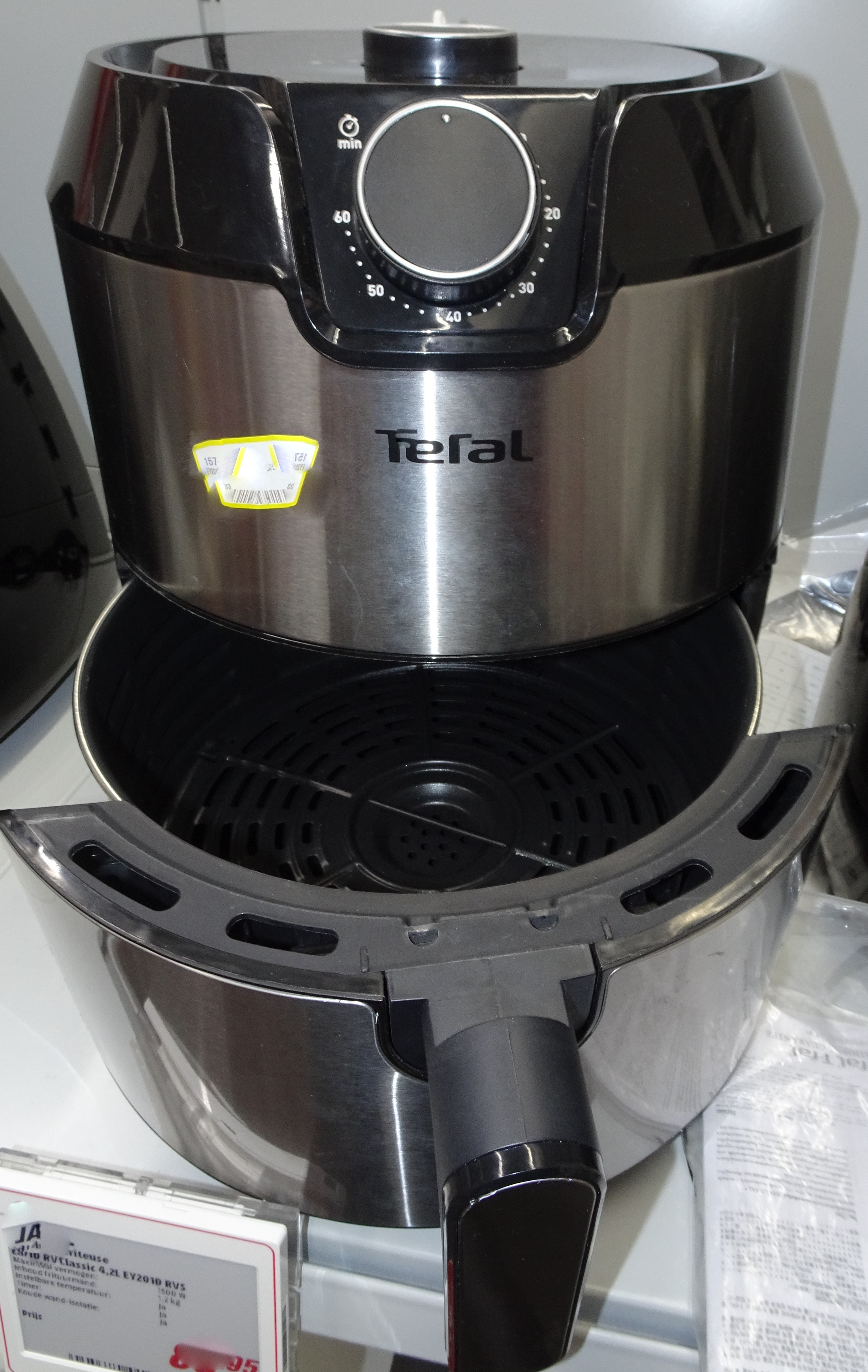
Một nồi chiên không dầu

Nồi chiên không dầu, nồi chiên không khí, nồi chiên khí nóng hay nồi chiên chân không (tiếng Anh: air fryer) là một thiết bị gia dụng trong nhà bếp có hình dạng giống lò nướng đối lưu kích cỡ nhỏ được thiết kế để mô phỏng quá trình chiên ngập dầu mà không sử dụng nhiều dầu.
Thiết bị sử dụng cánh quạt thổi thành luồng không khí nóng luân chuyển ở tốc độ cao, tạo ra một lớp vỏ giòn cho thực phẩm thông qua các phản ứng hóa nâu như phản ứng Maillard.
Maillard là một phản ứng hóa học diễn ra liên quan đến axit amin và đường khử (reducing sugar) trong thực phẩm. Quá trình này dẫn đến thực phẩm chín vàng có hương vị đặc biệt. Thịt bò bít tết áp chảo, bánh bao chiên, các loại bánh bích quy và bánh quy, bánh mì nướng, kẹo dẻo nướng, và nhiều loại thực phẩm khác trải qua phản ứng này. Phản ứng được đặt tên theo nhà hóa học người Pháp Louis Camille Maillard, người lần đầu tiên mô tả nó vào năm 1912 trong khi cố gắng tái tạo tổng hợp protein sinh học.
Một số người đánh giá sản phẩm cho rằng chất lượng thực phẩm chế biến bằng lò nướng thủy tinh sử dụng nhiệt từ đèn halogen thông thường hoặc máy nướng bánh mì đối lưu cho kết quả tốt hơn hoặc nồi chiên không dầu về cơ bản là nướng đối lưu dưới một cái tên mới thời thượng hơn.

## Nguyên lý hoạt động

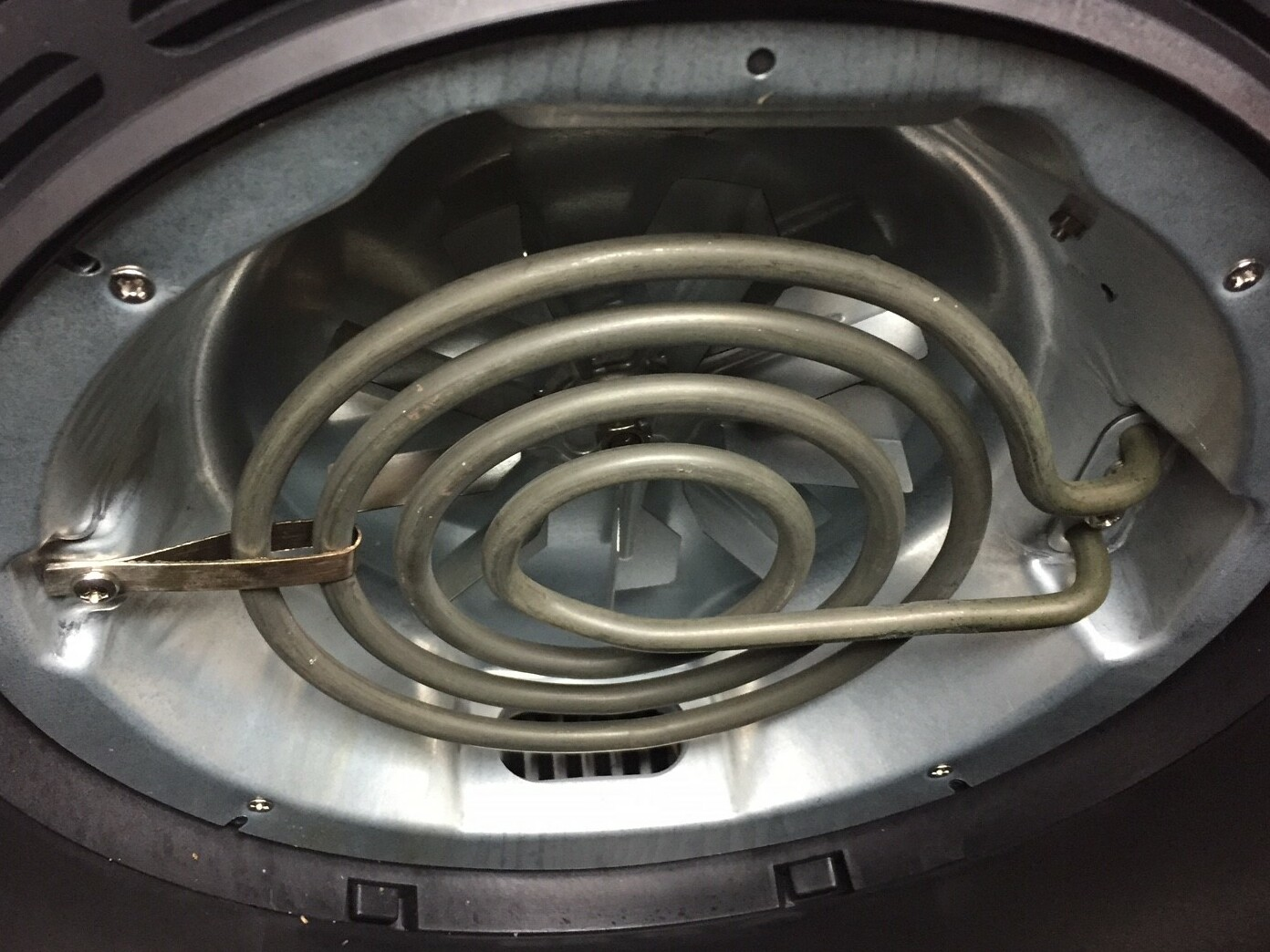
Bộ phận gia nhiệt của nồi chiên không dầu

Thiết bị ứng dụng sự luân chuyển của không khí nóng để làm chín thực phẩm mà nếu thông thường sẽ bị ngập trong dầu. Nồi chiên không dầu làm chín thực phẩm bằng cách đốt nóng thanh nhiệt (dây may so), dây may so bị đốt nóng khiến không khí trong nồi nóng lên cùng với quạt luân chuyển khí nóng. Nhiệt độ có thể lên đến 250 °C tùy thuộc vào mẫu mã. Hầu hết các loại nồi chiên không dầu không cần sử dụng đến dầu ăn. Thời gian nấu trong nồi chiên không dầu có thể giảm từ 20% trở lên so với lò nướng thủy tinh.
Phương pháp chiên truyền thống tạo ra hiệu ứng Maillard ở nhiệt độ từ 140 đến 165 °C bằng cách nhúng hoàn toàn thực phẩm trong dầu nóng, cao hơn nhiệt độ sôi của nước. Nồi chiên không dầu hoạt động bằng cách phủ một lớp dầu mỏng lên thực phẩm mong muốn trong khi không khí lưu thông được làm nóng lên đến 200 °C để tạo nhiệt và bắt đầu phản ứng. Nhờ đó, thiết bị có thể làm chín các loại thực phẩm như khoai tây chiên, gà, cá, bít tết, hamburger pho mát, khoai tây lát mỏng hoặc bánh bột nhào bằng cách sử dụng ít dầu ăn hơn 70% đến 80% so với nồi chiên ngập dầu truyền thống.
Hầu hết sản phẩm nồi chiên không dầu đều có núm điều chỉnh nhiệt độ và hẹn giờ cho phép quá trình nấu nướng được chính xác hơn. Thức ăn thường được chiên trong rổ có lỗ thoát dầu mỡ thừa. Rổ phải được khuấy đảo bằng thủ công hoặc bằng trục đảo thực phẩm tích hợp. Lò nướng đối lưu thủy tinh và nồi chiên không dầu giống nhau về cách nấu thức ăn, nhưng nồi chiên nhìn chung nhỏ gọn hơn và tỏa nhiệt ít hơn.
Hương vị và kết cấu của thực phẩm được làm chín bằng phương pháp chiên truyền thống so với kỹ thuật chiên không dầu là không giống nhau, bởi vì lượng dầu lớn hơn được sử dụng trong cách chiên truyền thống sẽ thấm vào thực phẩm (hoặc lớp bột phủ nếu có sử dụng) và gia tăng hương vị của chính nó.
Một số loại nồi chiên được trang bị các phụ kiện hỗ trợ cho quá trình chế biến như khay nướng bánh pizza, que xiên thịt, khay nướng và khuôn nướng bánh. Giống như lò nướng thủy tinh đối lưu tiêu chuẩn, nồi chiên không dầu cũng có thể nướng, hấp và sấy thực phẩm.

## Lịch sử

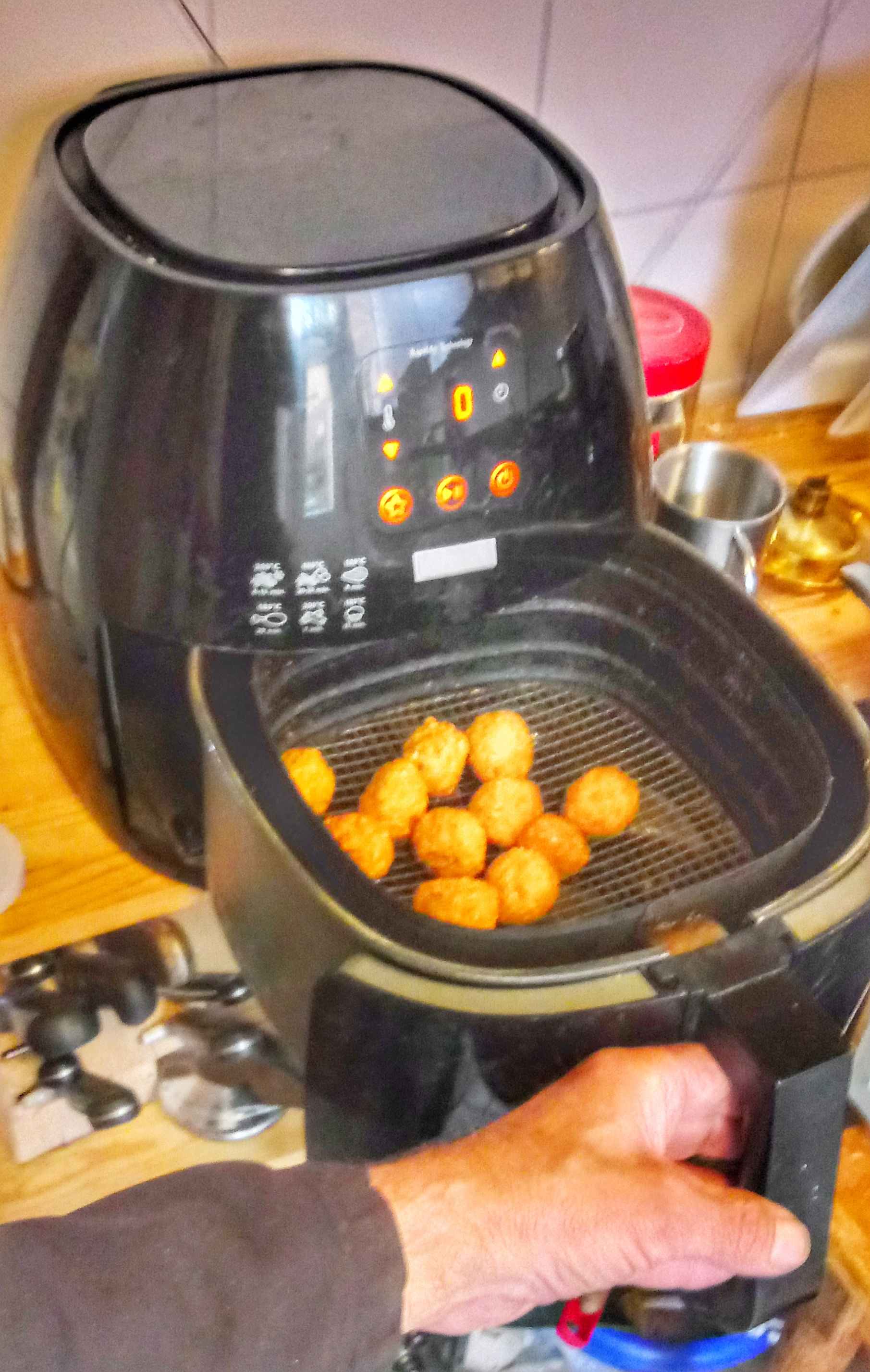
Nồi chiên không dầu.

Lò nướng đối lưu bằng chất liệu thủy tinh đã được sử dụng rộng rãi từ năm 1945.
Năm 2010, hãng Philips giới thiệu thương hiệu lò nướng đối lưu Airfryer tại hội chợ điện tử tiêu dùng ở Berlin. Sản phẩm của thương hiệu này sử dụng công nghệ Rapid Air đã được cấp bằng sáng chế. Thuật ngữ "airfryer" hiện nay thường được sử dụng chung.

### Rapid Air
Công nghệ Rapid Air là tên mà hãng Philips đặt cho công nghệ RUSH được phát triển bởi APDS Development trong quá trình phát triển nồi chiên không dầu. RUSH là từ viết tắt của Radiant and UpStream Heating, cho chúng ta biết điều gì đó về cách truyền nhiệt.
Điểm khác biệt của công nghệ này là nhiệt được truyền với cường độ rất cao, nhiệt được phân bổ khắp thực phẩm từ mọi phía và nhiệt có thể xuyên qua một khối thực phẩm dày. Nhiệt bức xạ đến từ bộ phận gia nhiệt ngay phía trên thực phẩm và nhiệt đối lưu đến từ luồng không khí chuyển động mạnh lên trên chảy qua đáy có lỗ thoát khí và dầu mỡ của khoang chứa thực phẩm. Vì vậy, nhiệt đến từ cả hai phía và hoàn toàn tập trung vào thực phẩm.
Tất cả không khí buộc phải đi qua bề mặt thực phẩm và lò nướng theo mỗi vòng tuần hoàn, không có không khí không tải lưu thông xung quanh (giống như trong lò nướng đối lưu). Tổng lượng không khí được làm nóng là có giới hạn và lưu thông bên trong không gian cần nhiệt. Một mặt cắt dẫn khí hình ngôi sao đặc biệt ở dưới cùng của khoang chứa thực phẩm tạo ra một mô hình luồng không khí được tối ưu hóa để phân phối không khí, được nạp năng lượng nhiệt, đều khắp mặt dưới của thực phẩm.
Công nghệ này được tạo ra để bắt chước hiệu ứng của một nồi chiên ngập dầu với không khí như một chất mang nhiệt thay vì dầu. Bởi vì dầu có thể giữ và vận chuyển nhiều nhiệt hơn trên một dm3 so với không khí, nên cần nhiều chuyển động của không khí hơn để truyền cùng một lượng nhiệt. Luồng không khí nhanh bên trong Airfryer truyền nhiệt đến tất cả các bộ phận và các mặt của thực phẩm với cường độ cao. Nó có thể xâm nhập qua một khối thực phẩm dày. Bức xạ từ bộ phận tỏa nhiệt, một phần nằm trong dải tia hồng ngoại xa, xuyên sâu dưới bề mặt thực phẩm. Sự kết hợp này tạo ra tốc độ truyền nhiệt rất cao và có thể tạo ra kết quả nấu nướng tương đương với chiên ngập dầu.

### Cải tiến
Sản phẩm nồi chiên ban đầu có dạng khối trụ. Gần đây, đa phần thiết kế của nồi chiên không dầu giống với máy nướng bánh mì và nồi áp suất cũng như sở hữu các tính năng tương đồng.